# Douzième législature du Riigikogu

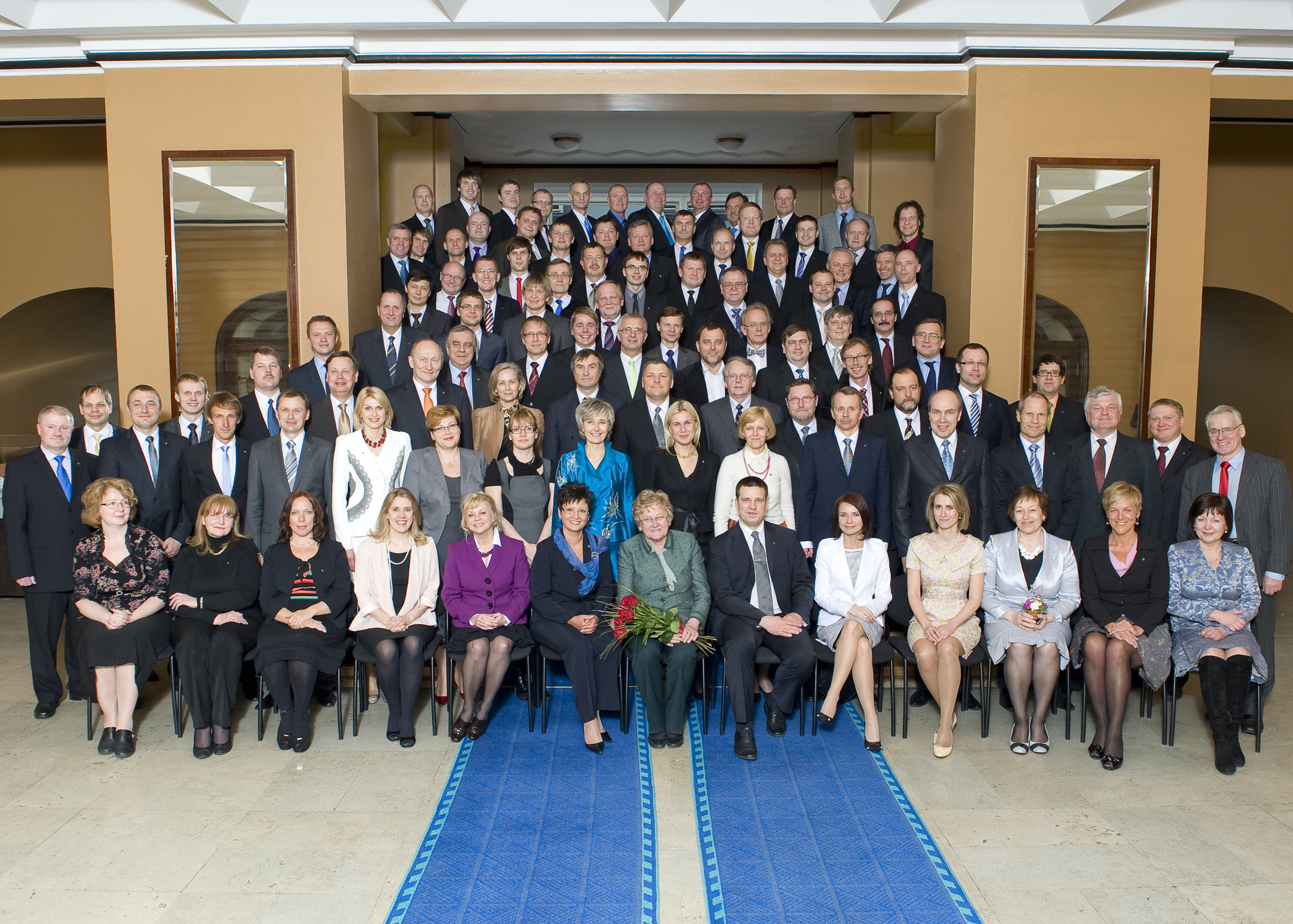
Douzième législature du Riigikogu (2011)

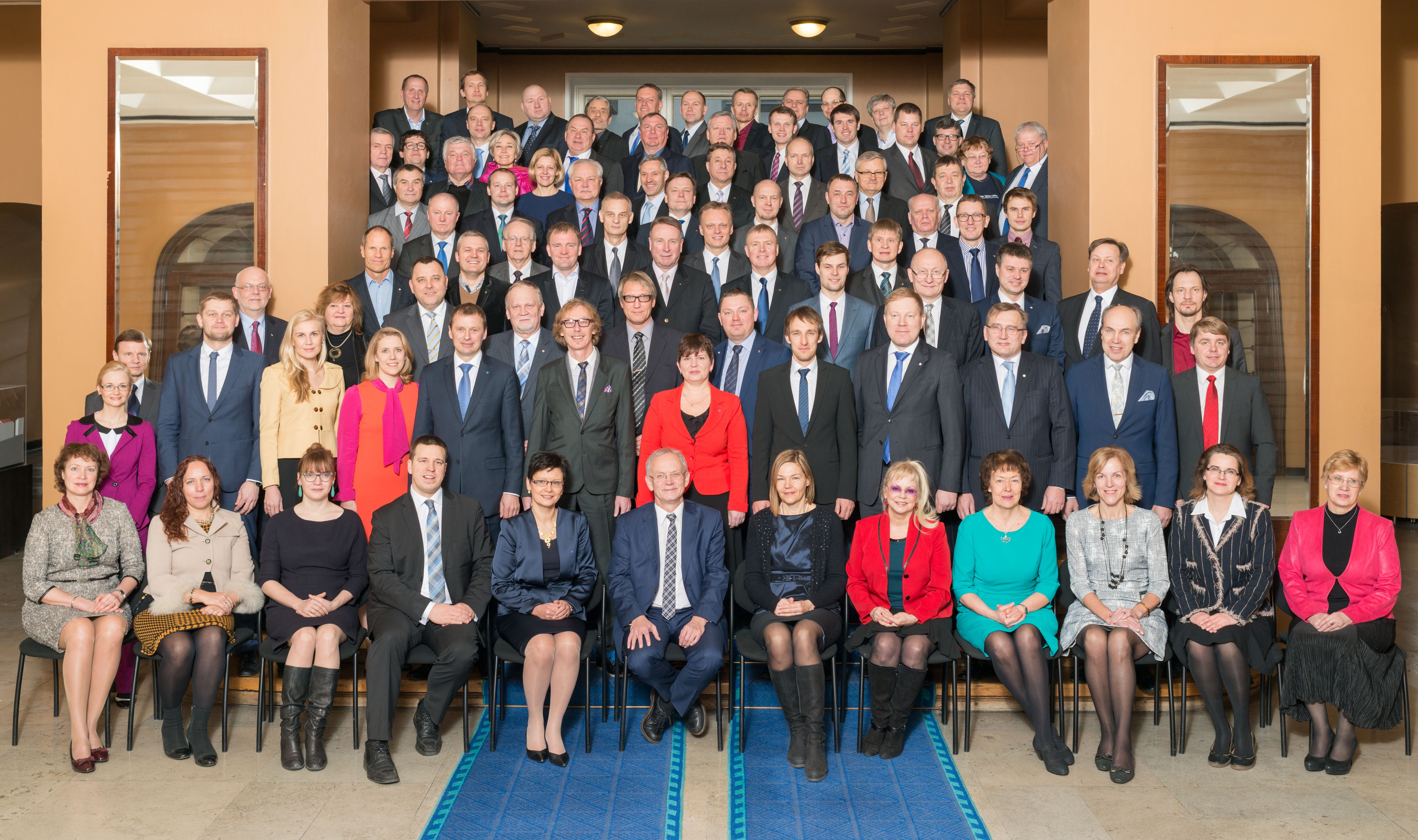
Douzième législature du Riigikogu (2015)

La douzième législature du Riigikogu (en estonien : XII Riigikogu) est la législature composée des 101 députés du Riigikogu élue lors des élections législatives estoniennes du 6 mars 2011 pour un mandat de quatre ans. Elle s'est ouverte le 4 avril 2011 et a pris fin le 6 février 2015.

## Composition

### Bureau
Le 4 avril 2011, Ene Ergma, unique candidate, est élue présidente du Parlement par 59 voix sur 101. Laine Randjärv est élue première vice-présidente et Jüri Ratas deuxième vice-président, avec respectivement 52 et 46 voix positives sur 101.

### Groupes politiques

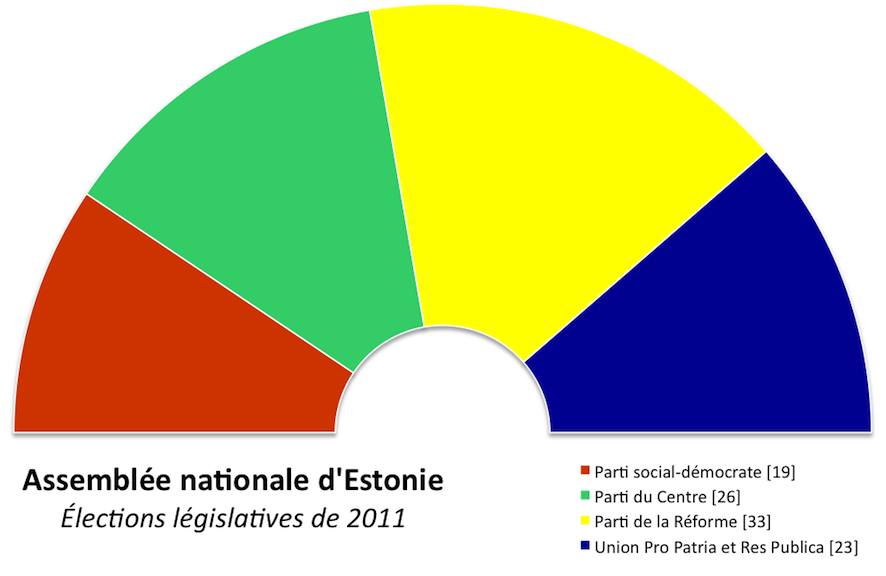
Composition politique du Parlement d'Estonie en 2011

À la suite des élections législatives estoniennes de 2011, quatre partis politiques sont représentés au Riigikogu. Les présidents des groupes parlementaires sont élus lors de la session inaugurale de la douzième législature le 4 avril 2011.
| Parti politique | Parti politique                       | Nombre de sièges au 6 mars 2011 | Évolution en cours de législature | Président                                                            |
| --------------- | ------------------------------------- | ------------------------------- | --------------------------------- | -------------------------------------------------------------------- |
|                 | Parti de la réforme (ERE)             | 33                              | =                                 | Jaanus Tamkivi                                                       |
|                 | Parti du centre estonien (EKE)        | 26                              | -5,                               | Kadri Simson                                                         |
|                 | Union Pro Patria et Res Publica (IRL) | 23                              | =                                 | Urmas Reinsalu jusqu'au 14 mai 2012 Kaia Iva à partir du 15 mai 2012 |
|                 | Parti social-démocrate (SDE)          | 19                              | =                                 | Sven Mikser                                                          |
| Non-inscrits    | Non-inscrits                          | 0                               | +5                                |                                                                      |
| Total           | Total                                 | 101                             |                                   |                                                                      |

## Liste des députés
- Haut – A
- B
- C
- D
- E
- F
- G
- H
- I
- J
- K
- L
- M
- N
- O
- P
- Q
- R
- S
- T
- U
- V
- W
- X
- Y
- Z

|                                 | Nom                     | Date de naissance | Groupe parlementaire                 | Circonscription électorale | Notes |
| ------------------------------- | ----------------------- | ----------------- | ------------------------------------ | -------------------------- | --- |
| Portrait de Arto Aas            | Arto Aas                | 9 juin 1980       | Parti de la réforme                  | Deuxième circonscription   | |
| Portrait de Jaak Aaviksoo       | Jaak Aaviksoo           | 11 janvier 1954   | Union Pro Patria et Res Publica      | Onzième circonscription    | Démissionne le 5 avril 2011 pour devenir ministre de l'Éducation et de la Recherche ; remplacé par Ülo Tulik                                                   |
| Portrait de Rein Aidma          | Rein Aidma (et)         | 28 septembre 1950 | Parti de la réforme                  | Septième circonscription   | Suppléant de Kristiina Ojuland, qui a renoncé à son mandat |
| Portrait de Annely Akkermann    | Annely Akkermann (et)   | 5 octobre 1972    | Union Pro Patria et Res Publica      | Douzième circonscription   | |
| Portrait de Jaak Allik          | Jaak Allik (et)         | 8 octobre 1946    | Parti social-démocrate               | Septième circonscription   | |
| Portrait de Andrus Ansip        | Andrus Ansip            | 1er octobre 1956  | Parti de la réforme                  | Quatrième circonscription  | Démissionne le 5 avril 2011 pour devenir Premier ministre ; remplacé par Andre Sepp                                                                            |
| Portrait de Andres Anvelt       | Andres Anvelt           | 30 septembre 1969 | Parti social-démocrate               | Deuxième circonscription   | |
| Portrait de Peep Aru            | Peep Aru (et)           | 20 avril 1953     | Parti de la réforme                  | Huitième circonscription   | |
| Portrait de Deniss Boroditš     | Deniss Boroditš (et)    | 1er novembre 1979 | Parti du centre estonien Non-inscrit | Première circonscription   | Quitte le Parti du centre estonien le 9 avril 2012 |
| Portrait de Enn Eesmaa          | Enn Eesmaa (et)         | 7 juin 1946       | Parti du centre estonien             | Huitième circonscription   | |
| Portrait de Eldar Efendijev     | Eldar Efendijev         | 29 juin 1954      | Parti du centre estonien             | Septième circonscription   | |
| Portrait de Ene Ergma           | Ene Ergma               | 29 février 1944   | Union Pro Patria et Res Publica      | Neuvième circonscription   | Présidente du Riigikogu |
| Portrait de Igor Gräzin         | Igor Gräzin             | 27 juin 1952      | Parti de la réforme                  | Neuvième circonscription   | |
| Portrait de Margus Hanson       | Margus Hanson (et)      | 6 janvier 1958    | Parti de la réforme                  | Dixième circonscription    | Suppléant d'Urmas Kruuse, qui a renoncé à son mandat |
| Portrait de Aare Heinvee        | Aare Heinvee (et)       | 27 septembre 1956 | Parti de la réforme                  | Quatrième circonscription  | |
| Portrait de Andres Herkel       | Andres Herkel           | 14 août 1962      | Union Pro Patria et Res Publica      | Première circonscription   | |
| Portrait de Remo Holsmer        | Remo Holsmer (et)       | 20 septembre 1980 | Parti de la réforme                  | Première circonscription   | |
| Portrait de Kaia Iva            | Kaia Iva}               | 28 avril 1964     | Union Pro Patria et Res Publica      | Huitième circonscription   | Présidente du groupe parlementaire de l'Union Pro Patria et Res Publica à partir du 15 mai 2012                                                                |
| Portrait de Jüri Jaanson        | Jüri Jaanson            | 14 octobre 1965   | Parti de la réforme                  | Quatrième circonscription  | |
|                                 | Andres Jalak (et)       | 19 mars 1953      | Union Pro Patria et Res Publica      | Huitième circonscription   | Remplace le 5 décembre 2011 Indrek Raudne, démissionnaire |
| Portrait de Raivo Järvi         | Raivo Järvi (et)        | 23 décembre 1954  | Parti de la réforme                  | Troisième circonscription  | Remplace le 5 avril 2011 Urmas Paet, nommé ministre des Affaires étrangères Décédé le 17 juin 2012 ; remplacé par Terje Trei                                   |
| Portrait de Kalle Jents         | Kalle Jents (et)        | 22 juin 1957      | Parti de la réforme                  | Huitième circonscription   | |
| Portrait de Tõnu Juul           | Tõnu Juul (et)          | 21 avril 1958     | Parti de la réforme                  | Huitième circonscription   | Remplace le 5 avril 2011 Jürgen Ligi, nommé ministre des Finances, jusqu'au 4 novembre 2014                                                                    |
| Portrait de Siim Kabrits        | Siim Kabrits (et)       | 4 juillet 1979    | Union Pro Patria et Res Publica      | Huitième circonscription   | Remplace le 5 avril 2011 Helir-Valdor Seeder, nommé ministre de l'Agriculture                                                                                  |
| Portrait de Lembit Kaljuvee     | Lembit Kaljuvee (et)    | 29 décembre 1952  | Parti du centre estonien Non-inscrit | Septième circonscription   | Quitte le Parti du centre estonien le 9 avril 2012 |
| Portrait de Kaja Kallas         | Kaja Kallas             | 8 juin 1977       | Parti de la réforme                  | Quatrième circonscription  | En congé de maternité à partir du 14 novembre 2011 ; remplacée par Terje Trei Reprise de fonction le 2 juillet 2012                                            |
| Portrait de Kalev Kallo         | Kalev Kallo (et)        | 6 décembre 1948   | Parti du centre estonien             | Première circonscription   | |
| Portrait de Siim-Valmar Kiisler | Siim-Valmar Kiisler     | 6 novembre 1965   | Union Pro Patria et Res Publica      | ?                          | Démissionne le 5 avril 2011 pour devenir ministre des Affaires régionales ; remplacé par Peeter Laurson                                                        |
| Portrait de Urmas Klaas         | Urmas Klaas (et)        | 17 mars 1971      | Parti de la réforme                  | Onzième circonscription    | |
| Portrait de Tõnis Kõiv          | Tõnis Kõiv (et)         | 29 octobre 1970   | Parti de la réforme                  | Huitième circonscription   | |
| Portrait de Aivar Kokk          | Aivar Kokk (et)         | 15 avril 1960     | Union Pro Patria et Res Publica      | Neuvième circonscription   | |
| Portrait de Mihhail Kõlvart     | Mihhail Kõlvart (et)    | 24 novembre 1977  | Parti du centre estonien             | Deuxième circonscription   | Démissionne le 8 avril 2011 pour entrer au conseil municipal de Tallinn ; remplacé par Tarmo Tamm                                                              |
| Portrait de Valeri Korb         | Valeri Korb (et)        | 3 juillet 1954    | Parti du centre estonien             | Septième circonscription   | |
| Portrait de Andrei Korobeinik   | Andrei Korobeinik (et)  | 5 novembre 1980   | Parti de la réforme                  | Douzième circonscription   | Remplace le 5 avril 2011 Rein Lang, nommé ministre de la Culture                                                                                               |
| Portrait de Kalev Kotkas        | Kalev Kotkas (et)       | 10 avril 1960     | Parti social-démocrate               | Cinquième circonscription  | |
| Portrait de Kalvi Kõva          | Kalvi Kõva (et)         | 16 novembre 1974  | Parti social-démocrate               | Onzième circonscription    | |
| Portrait de Peeter Kreitzberg   | Peeter Kreitzberg (et)  | 14 décembre 1948  | Parti social-démocrate               | Troisième circonscription  | Décédé le 3 novembre 2011 ; remplacé par Mart Meri |
| Portrait de Urmas Kruuse        | Urmas Kruuse            | 14 juillet 1965   | Parti de la réforme                  | Dixième circonscription    | Renonce à son mandat pour rester maire de Tartu ; remplacé par Margus Hanson                                                                                   |
| Portrait de Helmen Kütt         | Helmen Kütt             | 28 juillet 1961   | Parti social-démocrate               | Huitième circonscription   | |
| Portrait de Kalle Laanet        | Kalle Laanet            | 25 septembre 1965 | Parti du centre estonien Non-inscrit | Cinquième circonscription  | Exclu du Parti du centre estonien le 19 mars 2012 |
|                                 | Mart Laar               | 22 avril 1960     | Union Pro Patria et Res Publica      | Quatrième circonscription  | Démissionne le 5 avril 2011 pour devenir ministre de la Défense ; remplacé par Andrus Saare Reprend son mandat le 11 mai 2012                                  |
| Portrait de Lauri Laasi         | Lauri Laasi (et)        | 12 septembre 1974 | Parti du centre estonien             | Première circonscription   | Suppléant d'Edgar Savisaar, qui a renoncé à son mandat |
| Portrait de Rein Lang           | Rein Lang               | 4 juillet 1957    | Parti de la réforme                  | Douzième circonscription   | Démissionne le 5 avril 2011 pour devenir ministre de la Culture ; remplacé par Andrei Korobeinik                                                               |
| Portrait de Peeter Laurson      | Peeter Laurson (et)     | 4 février 1971    | Union Pro Patria et Res Publica      | Dixième circonscription    | Remplace le 5 avril 2011 Siim-Valmar Kiisler, nommé ministre des Affaires régionales                                                                           |
| Portrait de Tarmo Leinatamm     | Tarmo Leinatamm (et)    | 2 septembre 1957  | Parti de la réforme                  | Première circonscription   | Décède le 13 octobre 2014 ; remplacé par Innar Mäesalu |
| Portrait de Kajar Lember        | Kajar Lember (et)       | 16 septembre 1976 | Parti social-démocrate               | Cinquième circonscription  | |
| Portrait de Heimar Lenk         | Heimar Lenk (et)        | 17 septembre 1946 | Parti du centre estonien             | Onzième circonscription    | |
| Portrait de Jürgen Ligi         | Jürgen Ligi             | 16 juillet 1959   | Parti de la réforme Non-inscrit      | Huitième circonscription   | Démissionne le 5 avril 2011 pour devenir ministre des Finances ; remplacé par Tõnu Juul Reprend son mandat le 4 novembre 2014                                  |
| Portrait de Kalev Lillo         | Kalev Lillo (et)        | 30 novembre 1966  | Parti de la réforme                  | Quatrième circonscription  | |
| Portrait de Väino Linde         | Väino Linde (et)        | 31 janvier 1959   | Parti de la réforme                  | Douzième circonscription   | |
| Portrait de Inara Luigas        | Inara Luigas (et)       | 13 janvier 1959   | Parti du centre estonien Non-inscrit | Onzième circonscription    | Quitte le Parti du centre estonien le 9 avril 2012 |
| Portrait de Lauri Luik          | Lauri Luik (et)         | 23 avril 1982     | Parti de la réforme                  | Cinquième circonscription  | |
| Portrait de Tõnis Lukas         | Tõnis Lukas             | 5 juin 1962       | Union Pro Patria et Res Publica      | Dixième circonscription    | |
| Portrait de Meelis Mälberg      | Meelis Mälberg (et)     | 26 avril 1970     | Parti de la réforme                  | Onzième circonscription    | |
| Portrait de Maret Maripuu       | Maret Maripuu           | 16 juillet 1974   | Parti de la réforme                  | Troisième circonscription  | Remplace le 5 avril 2011 Keit Pentus, nommé ministre de l'Environnement, sa suppléante Ülle Rajasalu ayant renoncé à siéger                                    |
| Portrait de Rait Maruste        | Rait Maruste (et)       | 27 septembre 1953 | Parti de la réforme                  | Dixième circonscription    | |
|                                 | Mart Meri (et)          | 15 février 1959   | Parti social-démocrate               | Troisième circonscription  | Remplace le 4 novembre 2011 Peeter Kreitzberg, mort la veille                                                                                                  |
| Portrait de Kristen Michal      | Kristen Michal          | 12 juillet 1975   | Parti de la réforme                  | Deuxième circonscription   | Démissionne le 5 avril 2011 pour devenir ministre de la Justice ; remplacé par Imre Sooäär                                                                     |
| Portrait de Marko Mihkelson     | Marko Mihkelson (et)    | 30 novembre 1969  | Union Pro Patria et Res Publica      | Quatrième circonscription  | |
| Portrait de Marianne Mikko      | Marianne Mikko          | 26 septembre 1961 | Parti social-démocrate               | Douzième circonscription   | |
| Portrait de Sven Mikser         | Sven Mikser             | 8 novembre 1973   | Parti social-démocrate               | Huitième circonscription   | Président du groupe parlementaire du Parti social-démocrate |
| Portrait de Aadu Must           | Aadu Must (et)          | 25 mars 1951      | Parti du centre estonien             | Dixième circonscription    | |
| Portrait de Eiki Nestor         | Eiki Nestor             | 5 septembre 1953  | Parti social-démocrate               | Première circonscription   | |
| Portrait de Erki Nool           | Erki Nool               | 25 juin 1970      | Union Pro Patria et Res Publica      | Septième circonscription   | |
|                                 | Mart Nutt (et)          | 21 mars 1962      | Union Pro Patria et Res Publica      | Troisième circonscription  | Remplace le 14 mai 2012 Urmas Reinsalu, nommé ministre de la Défense                                                                                           |
| Portrait de Kristiina Ojuland   | Kristiina Ojuland       | 17 décembre 1966  | Parti de la réforme                  | Septième circonscription   | Renonce à son mandat pour rester députée européenne ; remplacée par Rein Aidma                                                                                 |
| Portrait de Jevgeni Ossinovski  | Jevgeni Ossinovski      | 15 mars 1986      | Parti social-démocrate               | Septième circonscription   | |
| Portrait de Jaan Õunapuu        | Jaan Õunapuu (et)       | 13 septembre 1958 | Parti social-démocrate               | Neuvième circonscription   | |
| Portrait de Ivari Padar         | Ivari Padar             | 12 mars 1965      | Parti social-démocrate               | Onzième circonscription    | Renonce à son mandat pour rester député européen ; remplacé par Rein Randver                                                                                   |
| Portrait de Urmas Paet          | Urmas Paet              | 20 avril 1974     | Parti de la réforme                  | Troisième circonscription  | Démissionne le 5 avril 2011 pour devenir ministre des Affaires étrangères ; remplacé par Raivo Järvi                                                           |
| Portrait de Liisa-Ly Pakosta    | Liisa-Ly Pakosta        | 3 septembre 1969  | Union Pro Patria et Res Publica      | Première circonscription   | Remplace le 5 avril 2011 Ken-Marti Vaher, nommé ministre de l'Intérieur                                                                                        |
| Portrait de Kalle Palling       | Kalle Palling (et)      | 27 février 1985   | Parti de la réforme                  | Quatrième circonscription  | |
| Portrait de Urve Palo           | Urve Palo               | 10 juillet 1972   | Parti social-démocrate               | Quatrième circonscription  | |
| Portrait de Tõnis Palts         | Tõnis Palts (et)        | 29 mars 1953      | Union Pro Patria et Res Publica      | Cinquième circonscription  | |
| Portrait de Juhan Parts         | Juhan Parts             | 27 août 1966      | Union Pro Patria et Res Publica      | Deuxième circonscription   | Démissionne le 5 avril 2011 pour devenir ministre des Affaires économiques et des Communications ; remplacé par Juku-Kalle Raid                                |
| Portrait de Keit Pentus         | Keit Pentus             | 3 mars 1976       | Parti de la réforme                  | Deuxième circonscription   | Démissionne le 5 avril 2011 pour devenir ministre de l'Environnement ; sa suppléante Ülle Rajasalu renonce à siéger au profit de Maret Maripuu                 |
| Portrait de Hanno Pevkur        | Hanno Pevkur            | 2 avril 1977      | Parti de la réforme                  | Sixième circonscription    | Démissionne le 5 avril 2011 pour devenir ministre des Affaires sociales ; son suppléant Einar Vallbaum renonce à siéger au profit de Paul-Eerik Rummo          |
| Portrait de Heljo Pikhof        | Heljo Pikhof (et)       | 20 octobre 1958   | Parti social-démocrate               | Dixième circonscription    | |
| Portrait de Marko Pomerants     | Marko Pomerants         | 24 septembre 1964 | Union Pro Patria et Res Publica      | Sixième circonscription    | |
|                                 | Juku-Kalle Raid (et)    | 28 juillet 1974   | Union Pro Patria et Res Publica      | Deuxième circonscription   | Remplace le 5 avril 2011 Juhan Parts, nommé ministre des Affaires économiques et des Communications                                                            |
| Portrait de Mati Raidma         | Mati Raidma (et)        | 7 avril 1965      | Parti de la réforme                  | Neuvième circonscription   | |
| Portrait de Laine Randjärv      | Laine Randjärv          | 30 juillet 1964   | Parti de la réforme                  | Dixième circonscription    | Première vice-présidente du Riigikogu |
| Portrait de Valdo Randpere      | Valdo Randpere (et)     | 4 février 1958    | Parti de la réforme                  | Onzième circonscription    | |
| Portrait de Rein Randver        | Rein Randver (et)       | 24 juin 1956      | Parti social-démocrate               | Onzième circonscription    | Suppléant d'Ivari Padar, qui a renoncé à son mandat |
| Portrait de Jüri Ratas          | Jüri Ratas              | 2 juillet 1978    | Parti du centre estonien             | Troisième circonscription  | Deuxième vice-président du Riigikogu |
| Portrait de Indrek Raudne       | Indrek Raudne (et)      | 18 décembre 1975  | Union Pro Patria et Res Publica      | Deuxième circonscription   | Démissionne le 5 décembre 2011 ; remplacé par Andres Jalak |
| Portrait de Urmas Reinsalu      | Urmas Reinsalu          | 22 juin 1975      | Union Pro Patria et Res Publica      | Troisième circonscription  | Président du groupe parlementaire de l'Union Pro Patria et Res Publica Démissionne le 14 mai 2012 pour devenir ministre de la Défense ; remplacé par Mart Nutt |
| Portrait de Mailis Reps         | Mailis Reps             | 13 janvier 1975   | Parti du centre estonien             | Quatrième circonscription  | |
| Portrait de Aivar Riisalu       | Aivar Riisalu (et)      | 13 mars 1961      | Parti du centre estonien             | Quatrième circonscription  | |
| Portrait de Taavi Rõivas        | Taavi Rõivas            | 26 septembre 1979 | Parti de la réforme                  | Première circonscription   | |
| Portrait de Reet Roos           | Reet Roos (et)          | 1er avril 1973    | Union Pro Patria et Res Publica      | Quatrième circonscription  | |
| Portrait de Paul-Eerik Rummo    | Paul-Eerik Rummo        | 19 janvier 1942   | Parti de la réforme                  | Sixième circonscription    | Remplace le 5 avril 2011 Hanno Pevkur, nommé ministre des Affaires sociales, son suppléant Einar Vallbaum ayant renoncé à siéger                               |
| Portrait de Karel Rüütli        | Karel Rüütli (et)       | 25 décembre 1978  | Parti social-démocrate               | Quatrième circonscription  | |
| Portrait de Indrek Saar         | Indrek Saar             | 20 février 1973   | Parti social-démocrate               | Sixième circonscription    | |
| Portrait de Andrus Saare        | Andrus Saare (et)       | 29 décembre 1965  | Union Pro Patria et Res Publica      | Quatrième circonscription  | Remplace le 5 avril 2011 Mart Laar, nommé ministre de la Défense Lui cède à nouveau son siège le 11 mai 2012                                                   |
| Portrait de Edgar Savisaar      | Edgar Savisaar          | 31 mai 1950       | Parti du centre estonien             | Deuxième circonscription   | Renonce à son mandat pour rester maire de Tallinn ; remplacé par Lauri Laasi                                                                                   |
| Portrait de Helir-Valdor Seeder | Helir-Valdor Seeder     | 7 septembre 1964  | Union Pro Patria et Res Publica      | Huitième circonscription   | Démissionne le 5 avril 2011 pour devenir ministre de l'Agriculture ; remplacé par Siim Kabrits                                                                 |
| Portrait de Andre Sepp          | Andre Sepp (et)         | 25 octobre 1971   | Parti de la réforme                  | Quatrième circonscription  | Remplace le 5 avril 2011 Andrus Ansip, nommé Premier ministre, jusqu'au 27 mars 2014 Remplace le 18 juin 2014 Andrus Ansip élu député européen                 |
| Portrait de Sven Sester         | Sven Sester             | 14 juillet 1969   | Union Pro Patria et Res Publica      | Deuxième circonscription   | |
| Portrait de Priit Sibul         | Priit Sibul (et)        | 31 décembre 1977  | Union Pro Patria et Res Publica      | Onzième circonscription    | |
| Portrait de Kadri Simson        | Kadri Simson            | 22 janvier 1977   | Parti du centre estonien             | Douzième circonscription   | Présidente du groupe parlementaire du Parti du centre estonien                                                                                                 |
| Portrait de Aivar Sõerd         | Aivar Sõerd (et)        | 22 novembre 1964  | Parti de la réforme                  | Troisième circonscription  | |
|                                 | Imre Sooäär (et)        | 13 mars 1969      | Parti de la réforme                  | Deuxième circonscription   | Remplace le 5 avril 2011 Kristen Michal, nommé ministre de la Justice                                                                                          |
| Portrait de Olga Sõtnik         | Olga Sõtnik (et)        | 2 décembre 1980   | Parti du centre estonien             | Deuxième circonscription   | |
| Portrait de Mihhail Stalnuhhin  | Mihhail Stalnuhhin (et) | 15 septembre 1961 | Parti du centre estonien             | Septième circonscription   | |
| Portrait de Neeme Suur          | Neeme Suur (et)         | 2 septembre 1968  | Parti social-démocrate               | Cinquième circonscription  | |
| Portrait de Jaanus Tamkivi      | Jaanus Tamkivi          | 17 novembre 1959  | Parti de la réforme                  | Cinquième circonscription  | Président du groupe parlementaire du Parti de la réforme |
| Portrait de Tarmo Tamm          | Tarmo Tamm              | 3 décembre 1953   | Parti du centre estonien             | Onzième circonscription    | Remplace le 11 avril 2011 Mihhail Kõlvart, entré le 8 avril au conseil municipal de Tallinn                                                                    |
| Portrait de Urve Tiidus         | Urve Tiidus             | 6 juin 1954       | Parti de la réforme                  | Cinquième circonscription  | |
| Portrait de Toomas Tõniste      | Toomas Tõniste          | 26 avril 1967     | Union Pro Patria et Res Publica      | Douzième circonscription   | |
| Portrait de Priit Toobal        | Priit Toobal (et)       | 1er novembre 1983 | Parti du centre estonien             | Huitième circonscription   | |
| Portrait de Yana Toom           | Yana Toom               | 15 octobre 1966   | Parti du centre estonien             | Première circonscription   | Démissionne le 20 juin 2014 pour devenir députée européenne ; remplacée par Mihhail Korb                                                                       |
|                                 | Terje Trei (et)         | 1er mai 1967      | Parti de la réforme                  | Neuvième circonscription   | Remplace le 14 novembre 2011 Kaja Kallas, en congé de maternité, jusqu'au 1er juillet 2012 Remplace le 2 juillet 2012 Raivo Järvi, mort le 17 juin.            |
| Portrait de Margus Tsahkna      | Margus Tsahkna          | 13 mai 1977       | Union Pro Patria et Res Publica      | Dixième circonscription    | |
| Portrait de Ester Tuiksoo       | Ester Tuiksoo (et)      | 5 mars 1965       | Parti du centre estonien             | Onzième circonscription    | |
| Portrait de Ülo Tulik           | Ülo Tulik (et)          | 11 mai 1957       | Union Pro Patria et Res Publica      | Onzième circonscription    | Remplace le 5 avril 2011 Jaak Aaviksoo, nommé ministre de l'Éducation et de la Recherche                                                                       |
| Portrait de Marika Tuus-Laul    | Marika Tuus-Laul (et)   | 12 mai 1951       | Parti du centre estonien             | Neuvième circonscription   | |
| Portrait de Ken-Marti Vaher     | Ken-Marti Vaher         | 5 septembre 1974  | Union Pro Patria et Res Publica      | Première circonscription   | Démissionne le 5 avril 2011 pour devenir ministre de l'Intérieur ; remplacé par Liisa-Ly Pakosta                                                               |
| Portrait de Rainer Vakra        | Rainer Vakra (et)       | 10 mars 1981      | Parti du centre estonien Non-inscrit | Troisième circonscription  | Quitte le Parti du centre estonien le 9 avril 2012 |
| Portrait de Rannar Vassiljev    | Rannar Vassiljev        | 8 novembre 1981   | Parti social-démocrate               | Sixième circonscription    | |
| Portrait de Viktor Vassiljev    | Viktor Vassiljev (et)   | 9 avril 1953      | Parti du centre estonien             | Première circonscription   | |
| Portrait de Vladimir Velman     | Vladimir Velman (et)    | 25 septembre 1945 | Parti du centre estonien             | Quatrième circonscription  | |
| Portrait de Peeter Võsa         | Peeter Võsa (et)        | 28 décembre 1967  | Parti du centre estonien             | Sixième circonscription    | |

## Changements en cours de législature
Les députés européens Ivari Padar et Kristiina Ojuland, le maire de Tallinn Edgar Savisaar et le maire de Tartu Urmas Kruuse, élus lors des élections législatives du 6 mars 2011, renoncent à leur mandat avant l'ouverture de la session parlementaire. Ils sont remplacés respectivement par Rein Randver, Rein Aidma, Lauri Laasi et Margus Hanson.
Le gouvernement Ansip III est formé le 5 avril 2011 par une coalition entre le Parti de la réforme et l'Union Pro Patria et Res Publica. Ses treize ministres Jaak Aaviksoo, Andrus Ansip, Siim-Valmar Kiisler, Mart Laar, Rein Lang, Jürgen Ligi, Kristen Michal, Urmas Paet, Juhan Parts, Keit Pentus, Hanno Pevkur, Helir-Valdor Seeder et Ken-Marti Vaher quittent leurs fonctions parlementaires. Leurs suppléants sont respectivement Ülo Tulik, Andre Sepp, Peeter Laurson, Andrus Saare, Andrei Korobeinik, Tõnu Juul, Imre Sooäär, Raivo Järvi, Juku-Kalle Raid, Ülle Rajasalu, Einar Vallbaum, Siim Kabrits et Liisa-Ly Pakosta. Ülle Rajasalu, gouverneure du comté de Harju, et Einar Vallbaum, gouverneur du comté de Viru-Ouest, renoncent à siéger au Riigikogu ; ils sont remplacés respectivement par Maret Maripuu et Paul-Eerik Rummo.
Le 8 avril 2011, Mihhail Kõlvart est nommé au conseil municipal de Tallinn ; il est remplacé au Riigikogu par Tarmo Tamm, qui prête serment le 11 avril.
Peeter Kreitzberg meurt le 3 novembre 2011, il est remplacé le lendemain par Mart Meri.
Kaja Kallas quitte provisoirement ses fonctions parlementaires le 14 novembre 2011 après son accouchement. Elle est remplacée par Terje Trei. Son absence est prolongée au-delà du minimum légal de trois mois ; elle reprend ses fonctions le 2 juillet 2012.
Le 5 décembre 2011, Indrek Raudne démissionne et est remplacé par Andres Jalak.
Le 19 mars 2012, Kalle Laanet est exclu du Parti du centre estonien ; il continue à siéger en tant que député non-inscrit.
Le 9 avril 2012, huit membres du Parti du centre estonien quittent le parti ; parmi eux les députés Deniss Boroditš, Lembit Kaljuvee, Inara Luigas et Rainer Vakra, qui quittent également le groupe parlementaire du Parti du centre estonien pour siéger comme députés non-inscrits.
Mart Laar démissionne de ses fonctions de ministre de la Défense le 6 mai 2012 pour des raisons de santé ; il reprend son mandat de député que lui cède son suppléant Andrus Saare le 11 mai. Urmas Reinsalu est nommé ministre de la Défense le 14 mai et est remplacé au Riigikogu par Mart Nutt.
Raivo Järvi meurt le 17 juin 2012. Il est remplacé à titre provisoire par Kalev Kallemets. Le suppléant de Kaja Kallas, Terje Trei, le remplace après le retour de celle-ci de son congé de maternité le 2 juillet.